# 侍スライス
侍スライス（さむらいスライス）は、吉本興業（大阪本社）所属のお笑いコンビ。NSC東京校17期生（大阪校では34期生と同期扱い）。2021年4月に東京吉本から大阪吉本へ移籍した。

## メンバー
加藤（かとう、1987年2月28日 - ）（38歳）ボケ・ネタ作成担当、立ち位置は向かって左。
群馬県佐波郡玉村町出身。
身長169 cm、体重68 kg。血液型はA型。
本名および旧芸名、加藤 勇二（かとう ゆうじ）
好きな食べ物はビーフシチュー、ハヤシライス。一人酒、居酒屋巡り、音楽（ドラム）、カラオケなどを趣味にしており、居酒屋の長時間滞在、剣道が特技である。その他、たばこの銘柄はラッキーストライク14ミリを、酒はビールを、色は紫を、ドラマは池袋ウエストゲートパークを好む。
門田（かどた、1987年12月15日 - ）（37歳）ツッコミ担当、立ち位置は向かって右。
愛媛県今治市出身。
身長174cm、体重63kg。血液型はB型。
本名および旧芸名、門田 充史（かどた あつし）
趣味は麻雀、ドラマ鑑賞、焼肉、筋トレ、運転など。
特技はなわとび、一輪車、和牛さばき。その他、たばこの銘柄はテリアメンソール（iQOSイルマ専用たばこ）を、酒はビールを、色は青を、ドラマは花より男子を、ミュージシャンは長渕剛や氣志團を好む。
2025年7月7日、自身のXにて結婚したことを発表。

## 来歴
NSC入学前から友人同士であり、群馬県でMobageを通じて知り合いバーベキュー大会で初めて出会う。漫才の相方を探していた加藤が門田を誘い、20代の頃に「侍スライス」を結成。群馬県のアマチュアお笑いライブ「わくわくお笑いパラダイス」を拠点に活動していた。アマチュア時代の芸人仲間には、演芸おんせんの矢巻駿・パーマ大佐・にゃんこスターのアンゴラ村長がいる。
「侍スライス」の名前の由来は、コンビ名に「侍」という言葉を使いたいと思っていた2人が、地元群馬の田んぼのあぜ道で、何かいい言葉はないかと考えながら歩いていたところ、「スライス（slice）」がいいのではと思いついたというもので特に深い意味はない。
前述の通り群馬県を拠点に活動していたが、徐々に漫才が形になってきたと感じ、唯一知っていたお笑い芸人の養成所であるNSCへ入学する。2人は「侍スライス」としてNSCに入学したが、門田が他の人と組みたいと思ったため、在学中に一度解散。その後、加藤は「パンタグラフ」「エンタリアン」「侍スライス」（1年目のデビューの際に再結成）「妄想バックドロップ」「足ゾンビ加藤（ピン芸人）」として、門田は「JOKER」「侍スライス」「ゼットン（トリオ）」「らくがき」「テーマソング」として活動。2017年に「侍スライス」として再結成（3度目の結成）をする。
NSC時代は、ザ・エレクトリカルパレーズのメンバーだった。
吉本興業東京本社に所属していたが、2021年4月より吉本興業大阪本社に移籍。
2023年8月5日、よしもと漫才劇場で開催された「グランドバトル」で総合9位となったため、同年9月からよしもと漫才劇場に所属することが決定した。

## エピソード

### コンビ
2人は20代の頃、NSC入学のため東京に住むつもりでいたが、不動産会社から“池袋まで30分”と言われ、西武池袋線小手指駅（埼玉県所沢市）近くの物件を紹介され、そこに住むことになった。地理に疎かった彼らは、小手指を東京だと思っていたが、地元の役所に行き初めてそこが埼玉県だと知った。
コンビ揃って雨男らしく、台風の日とM-1の予選の日が重なったこともある。また、二人とも花粉症のため、シーズン中はマスクとティッシュペーパーが欠かせない。
2018年に2人は立ち位置を変更した。その理由は、ツッコミの門田がボケの加藤にツッコミしやすいのが今の立ち位置だったらしい。
前田敦子の「君は僕だ」のMVをみると、NSC時代の侍スライスの姿がほんの少しだけ確認出来る。
2人が中学卒業の元ヤンキーということで、MCをする際の進行表には、漢字だけではなくカタカナにもよみがなが振ってあるらしい。2人ともスライスが英語のsliceと認識しておらず、TikTokのコンビアカウントのローマ字表記は、samurai sliceではなくsamurai suraisuになっている。
2人は2021年4月より、大阪市内の中心部まで徒歩10分程度という、交通の便の良い場所にある集合住宅に住んでいる。NSC時代に同居をして仲が悪くなったそうで、大阪では同居をしないことを条件に住む場所を探していたところ、何故か同じ集合住宅の別々の部屋に住むことになったらしい。
M-1グランプリ2018では、1回戦で一度敗退したものの、再エントリー制度を利用して通過し、最終的に準決勝まで進出。当制度を利用して準決勝に進出したことがあるコンビは、侍スライスとタイムキーパーのみである。1回戦敗退した日の夜に、門田が巨大な鳥に睨まれるという不思議な夢を見ており、その夢が幸運をもたらしたため準決勝まで進出したのではないかというエピソードを「よしログ30」の配信で披露している。なお、1回戦敗退の翌年に準決勝進出を果たしたのは、準々決勝導入後では初の事例（導入前には2005年のザ・パンチ、2008年のハライチなどの例がある）。2018年のM-1グランプリの敗者復活戦で披露した『裁判』というネタは門田とコンビを結成する前から加藤が作っていた没ネタだった。2018年の侍スライスのように、前年までほぼ1回戦負けだった無名の芸人が準決勝に進出すると「侍スライス枠」と呼ばれるようになった。

### 加藤
何かしらで有名になりたいと思い、17～20歳の頃にボクシングジムに通っていたが、ライセンスは取得していない。ボクシングを辞めた理由は、太りやすい体質で減量がきつかったことと、殴りあう競技に疑問を感じたからだという。
18歳から19歳のときにレンタルビデオショップでアンタッチャブルのDVDを借り、「芸人もかっこいいな」と思ったことが芸人になるきっかけとなる。
ピン芸人時代の「足ゾンビ加藤」という名前は、“バイク事故による足の手術痕が、まるでゾンビのようだ”と同期の芸人・スカイサーキット小阪から言われたことがきっかけで命名された。
NSC同期の芸人（きょん（コットン）、小阪浩己（スカイサーキット）、大寺惇平（まんじろう））と永福町で同居生活をしていた。
2018年9月22日、4人で新宿ロフトプラスワンにて「永福町トークライブ」というイベントを行った際、観客を目の前にして緊張した加藤は、終始落ち着かない様子のままイベントが終了。小阪によると、加藤はそんな自分の不甲斐なさを反省し、帰宅後自宅で号泣していたらしい。
伊藤俊介（オズワルド）や鈴木もぐら（空気階段）と仲が良い。
加藤は輪入道、押忍マン、SIMON JAP、十影、CIMA、DJCerebroなどが参加した、スマホゲーム『覇道任侠伝 仁義の絆』のPVの冒頭部分に、NSCの後輩で元芸人のさしだ（元キンミライ）と出演している。
寝起きが悪く、目覚まし時計をセットしてもなかなか起きられず、仕事の約束をすっぽかしたことや遅刻もしたこともある。
以前、自動車免許を取得していたが、免許証を紛失しその後何の手続きも取らずにいたため、現在は免許を失効し車の運転ができない状態である。
お酒が大好きな先輩芸人、プルプッシュ白田（現：でぇ吟醸白田）のSHOWROOM配信に憧れ、いつかコラボレーションしたいと思っていたが、2018年8月26日にその夢がようやく実現し、コラボ配信することが出来た。なお、二人は今後もコラボ配信することを公表している。
髪の毛の色は黒。最近は染めていないらしい。髪型は、ぼさぼさのこともあれば、ちょっと伸びていたり短かったりと特に定まっていない。帽子をかぶっていることが多いので、髪型がよく分からない時もある。
好きなたばこの銘柄は“ラークマイルドボックスショート”だが、お金がない時はそれよりも安い“キャメル・シガー・ライト・ボックス”を吸っている。

### 門田
少年時代不良だった門田は、父親の勧めで奈良にある更生施設に入所した。入所の理由は、父親が教習所の教習料金を支払うので施設に入所してほしいと提案したからだった。特に考えもなく施設に入所した門田だったが、施設での障害者や高齢者とのふれあいを通じて、自分が恵まれているということを自覚。不良時代の行いを反省し、まっとうな道を歩もうと決意した。施設で考え方が変わった門田は、父親が提示した条件があったのにも関わらず、父親には頼らず自分でローンを組み自動車免許を取得した。
アレルギー体質である。
筋トレが趣味で、体型を維持することに努めており、割れた腹筋を単独ライブのオープニング映像で披露している。
番組収録のため、2019年4月現在、髪の毛を脱色し金髪にしている。氣志團に憧れ、いつか入りたいと思ったため髪型はリーゼント（正式名称「ダックテールポンパリーゼントヘア」）にしていた。2019年11月20日、坊主頭にした。本人曰く「（M-1グランプリ）準々決勝の会場にリーゼントを捨てた」とのこと。2022年3月現在、髪を茶色に染めてリーゼントにしている。
加藤と同様に同期の芸人数人（元芸人も含む）と荻窪で同居生活をしている。
マエノリュウタ（モンローズ・サンミュージックプロダクション所属）や薄幸（納言・太田プロダクション所属）など他事務所に所属している芸人と仲が良い。

## 芸風
主に漫才を行う。両者ともに中卒で学歴が低いということを導入に、中卒とは縁遠いもの（裁判、確定申告、日米首脳会談、三ツ星レストランなど）を勝手に想像するというネタのコント漫才を得意とする。“わかんないこともとりあえずやってみる”というスタイルのネタが多い。

## 出囃子
嶋大輔「男の勲章」

## 賞レースでの戦績

### M-1グランプリ
| 年度             | 結果         | エントリー No. | 会場                                   | 日付     | 備考                                                               |
| ---------------- | ------------ | -------------- | -------------------------------------- | -------- | ------------------------------------------------------------------ |
| 2017年（第13回） | 1回戦敗退    | 593            | 【東京】新宿シアターブラッツ           | 8月13日  |                                                                    |
| 2018年（第14回） | 準決勝進出   | 1195           | 【東京】NEW PIER HALL                  | 11月15日 | 一度1回戦敗退後、再エントリー制度を利用して再出場。 敗者復活戦12位 |
| 2019年（第15回） | 準々決勝進出 | 1554           | 【東京】NEW PIER HALL                  | 11月19日 | 1回戦シード                                                        |
| 2020年（第16回） | 準々決勝進出 | 1142           | 【東京】NEW PIER HALL                  | 11月17日 | 1回戦シード                                                        |
| 2021年（第17回） | 準々決勝進出 | 514            | 【大阪】なんばグランド花月             | 11月11日 |                                                                    |
| 2022年（第18回） | 2回戦進出    | 335            | 【大阪】森ノ宮よしもと漫才劇場         | 10月6日  |                                                                    |
| 2023年（第19回） | 3回戦進出    | 168            | 【大阪】よしもと漫才劇場               | 10月30日 | 2回戦敗退後追加合格                                                |
| 2024年（第20回） | 3回戦進出    | 489            | 【大阪】COOL JAPAN PARK OSAKA TTホール | 10月28日 |                                                                    |

### その他
- 2019年 - 第40回 ABCお笑いグランプリ 最終予選進出[34]
- 2020年 - 第41回 ABCお笑いグランプリ 最終予選進出[35]
- 2021年 - 第1回 OBU-1 グランプリ2021 with メディアス 優勝（初代チャンピオン）[36]
- 2022年 - 第11回ytv漫才新人賞 ROUND3 第6位
- 2022年 - 堂山お笑いダイアゴナル2022優勝[37]
- 2024年 - 第9回上方漫才協会大賞 文芸部門賞

## 出演

### 映画
- ザ・エレクトリカルパレーズ[38]

### ネット配信
- よしログ30[39][40]（GYAO!、2018年12月6日・2019年4月25日）
- オルガン坂生徒会[41]（YouTube、2019年11月16日・2020年1月11日）

### PV
- スマホアプリ『覇道任侠伝 仁義の絆』PV[42]（加藤のみ）

### MV
- 前田敦子『君は僕だ』MV[43]

### 記事
- 【3月号】今月の「芸人図鑑」～侍スライス～（月刊芸人）[44]
- 春から大阪へ! 侍スライスに密着! 【きょんのやばいねぇ～激アツ∞ホールvol.8】（FANYマガジン）[45]

## 単独ライブ
2019年
- 3月17日 - 侍スライス初単独ライブ「愛羅武勇」（ヨシモト∞ホール）[46][47]
- 8月18日 - 侍スライス初トークライブ「集会」（ヨシモト∞ドーム ステージII）[48]

2021年
- 3月21日 - 侍スライス単独ライブ「一刀両断」（ヨシモト∞ホール）[6][7]

2023年
- 11月26日 - 侍スライス大阪初単独ライブ「眼刄離益～がんばります～」（よしもと漫才劇場）[49]

2024年
- 8月7日 - 侍スライス単独ライブ「ぶちかまし!!」（よしもと漫才劇場）[50]